# دميتري أوستينوف
دميتري فيودوروڤيتش أوستينوف (بالروسية: Дми́трий Фёдорович Усти́нов) من مواليد 30 أكتوبر 1908 حتى وفاته بتاريخ 20 ديسمبر 1984، عسكري سوفيتي معروف، عين وزيرًا للدفاع سنة 1976 وظل في هذا المنصب حتى وفاته.

## الميداليات والأوسمة
حصل دميتري على عدد من الميداليات منذ تعيينه وزيراً للدفاع، فحصل جميع الأوسمة داخل روسيا وخارجها ، ومن بين تلك الأوسمة والميداليات :
- بطل الاتحاد السوفيتي سنة 1978
- ميدالية الدفاع عن موسكو
- ميدالية لينين سنة 1982
- ميدالية ستالين سنة 1953
- ميدالية دولة الاتحاد السوفيتي سنة 1983

في خارج الاتحاد السوفيتي:
- ميدالية بطل جمهورية منغوليا الديمقراطية الشعبية في 6 أغسطس 1981
- ميدالية الأسد الأبيض للدرجة الأولى لجمهورية تشيكوسلوفاكيا سنة 1977
- ميدالية هو شي منه الفيتنامية سنة 1983
- ميدالية شمس الحرية الأفغانية سنة 1982
- ميدالية كارل ماركس في ألمانيا الشرقية عامي 1978 و 1983

## روابط خارجية
- دميتري أوستينوف على موقع IMDb (الإنجليزية)
- دميتري أوستينوف على موقع الموسوعة البريطانية (الإنجليزية)
- دميتري أوستينوف على موقع مونزينجر (الألمانية)
- دميتري أوستينوف على موقع كينوبويسك (الروسية)